# 1,2-dimethoxybenzeen
1,2-dimethoxybenzeen, ook bekend onder de traditionele naam veratrol, is de dimethylether van catechol (de monomethylether van pyrocatechol is guaiacol). De verbinding ontstaat door de methylering van catechol naar guaiacol en verder naar veratrol.
Veratrol is een intermediair product in de synthese van andere verbindingen, onder andere farmaceutische stoffen.
Veratrol komt, zoals andere alifatische en aromatische ethers, van nature voor in sommige voedingsproducten zoals fruit en groenten, en is gebruikt als smaakstof in voedingswaren, zoals kauwgom en snoepgoed.
De stof wordt ook gebruikt als reukstof in toiletartikelen. Ze heeft een vanille-achtige geur.
Vele bloemen geven veratrol af, en de stof is een insectferomoon bij onder andere treksprinkhanen.